# Ruminococcus hydrogenotrophicus
Ruminococcus hydrogenotrophicus è una specie di batterio appartenente alla famiglia delle Lachnospiraceae.